# 尚蒂角
66°25′S 65°38′W / 66.417°S 65.633°W
尚蒂角（英語：Shanty Point）是南極洲的海岬，位於葛拉漢地的盧貝海岸，處於卡德爾冰川終點以西，由英國研究隊繪入地圖，現時由南極條約體系管理。